# Teratura bhutanica
Teratura bhutanica är en insektsart som beskrevs av Sigfrid Ingrisch 2002. Teratura bhutanica ingår i släktet Teratura och familjen vårtbitare. Inga underarter finns listade i Catalogue of Life.